# Parafia Zmartwychwstania Pańskiego w Kuczynie
Parafia pw. Zmartwychwstania Pańskiego w Kuczynie – rzymskokatolicka parafia należąca do dekanatu Szepietowo, diecezji łomżyńskiej, metropolii białostockiej. Siedziba parafii mieści się w Kuczynie.

## Historia
25 stycznia 1419 r. pięciu braci: Wawrzyniec, Florian, Jakub, Stanisław i Marcin z Gąsiorowa h. Ślepowron, z ziemi łęczyckiej, którzy otrzymali od Witolda nadanie, ufundowali kościół pw. św. Andrzeja, Wawrzyńca, Marii Magdaleny i Elżbiety.

## Obszar parafii
W granicach parafii znajdują się miejscowości:

- Gródek (0,5 km),
- Janki Wiktorzyn (3 km),
- Kuczyn,
- Lubowicz Byzie (5 km),
- Lubowicz Wielki (3-4 km),
- Łuniewo Małe (10 km),
- Malinowo (2 km),
- Trojanowo (5 km),
- Trojanówek (5 km),
- Usza Mała (9 km),
- Usza Wielka (8 km),
- Żebry Wielkie (2,5 km)

Liczebność parafian
W 1888 r. wsie należące do parafii Kuczyn zamieszkiwało 4700 katolików (2394 mężczyzn i 2306 kobiet).
| Miejscowość        | Osób |
| ------------------ | ---- |
| folw. Adamowo      | 14   |
| folw. Dominikowo   | 130  |
| folw. Zacisze      | 37   |
| Nowodwory          | 88   |
| wieś Kozarze       | 238  |
| osada Ciechanowiec | 470  |
| kolonia Dzikowizna | 9    |
| Piętki Gręzki      | 239  |
| Piętki Szeligi     | 85   |
| Piętki Basie       | 116  |
| Piętki Żebry       | 104  |
| Wojny Krupy        | 62   |

| Miejscowość         | Osób |
| ------------------- | ---- |
| Wojny Pietrasze     | 57   |
| Wojny Wawrzyńce     | 110  |
| Lubowicz Kąty       | 75   |
| Lubowicz Byzie      | 93   |
| Lubowicz Wielki     | 195  |
| wieś i folw. Gródek | 183  |
| folw. Janki         | 96   |
| folw. Wiktorzyn     | 20   |
| folw. i wieś Kuczyn | 355  |
| Malinowo            | 118  |
| Żebry Wielki        | 190  |

| Miejscowość            | Osób |
| ---------------------- | ---- |
| Usza Wielka            | 124  |
| Usza Mała              | 81   |
| Gnaty                  | 44   |
| Łuniewo Wielkie        | 222  |
| Łuniewo Małe           | 216  |
| folw. i wieś Kapłań    | 151  |
| Sobolewo               | 106  |
| folw. i wieś Żabiniec  |      |
| folw. i wieś Klukowo   | 315  |
| Trojanowo              | 177  |
| folw i wieś Trojanówek | 89   |

## Infrastruktura parafialna
Kościół parafialny
Obecny wzniesiony w latach 1888-1893 według projektu architekta Jana Hinza (1842-1902), z fundacji Joanny z Wulfersów (zm. 1888), żony Aleksandra Kuczyńskiego dziedzica Korczewa; budowa prowadzona staraniem ich córki, Ludwiki Ostrowskiej. Frontem zwrócony na pd., neogotycki.
Dach pokryty jest blacha ocynkowaną, malowaną na czerwono. Kościół jest zachowany w dobrym stanie.
Dawne świątynie
Najstarszy po Drohiczynie kościół został ufundowany w Kuczynie, wsi znajdującej się w ziemi drohickiej, położonej aż za rzeką Nurzec.
25 stycznia 1419 r. pięciu braci: Wawrzyniec, Florian, Jakub, Stanisław i Marcin z Gąsiorowa h. Ślepowron, z ziemi łęczyckiej, którzy otrzymali od Witolda nadanie, ufundowali kościół pw. św. Andrzeja, Wawrzyńca, Marii Magdaleny i Elżbiety.
Drewniany kościół, zapewne kolejny, spłonął 1657 r., w jego miejsce 1677 wzniesiono nowy drewniany, konsekrowany w 1685 r.,; następny pod nowym wezwaniem Imienia Jezusa i św. Magdaleny, ufundowała 1792-1793 r. Anna z Narzymskich 1 voto Kazimierzowa Kuczyńska, 2 voto Piotrowa Zaleska, podkomorzyna nurska; zniszczony pożarem 1885 r. 
Cmentarz
Na cmentarzu przykościelnym znajdują się nagrobki: Józefa Starzeńskiego (zm. 1831) i jego drugiej żony Karoliny z Benkienów (zm. 1836), klasycystyczny, żeliwny, Jana Leśniewskiego (zm. 1860) właściciela Kuczyna, neogotycki, murowany z cegły. Marii (zm. 1870) i Jana (zm. 1876) Czerwińskich z białego marmuru. Franciszki Jurkowskiej (zm. 1861), Jakuba Gromadzkiego (zm. 1873), proboszcza kuczyńskiego. Tomasz Brzoski (zm. 1874), Tekli z Lubowidzkich (zm. 1831) i Macieja Wojtkowskiego (zm. 1851). 
W ceglanym murze są tablice epitafijne: Dominika Szczuki (zm. 1856 r.), Marii Walerii Kowalewskiej (zm. 1867) i Urszuli z Rokickich Zieleniewskiej (zm. 1868).
Na miejscowym cmentarzu grzebalnym zachował się nagrobek Karola Ołdakowskiego (zm. 1859) i Teresy z Remiszewskich (zm. 1879). Jest też grobowiec rodziny Starzeńskich z zachowanymi tablicami inskrypcyjnymi: Konstantego Michała Starzeńskiego (zm. 1884), jego syna Józefa (zm. 1881) oraz Jadwigi z Ronikierów Adamowej Starzeńskiej (zm. 1890) i Michała Starzeńskiego zmarłego w 1946 r.
Plebania
Obok kościoła znajduje się plebania z 1896 r.

## Proboszczowie
- ks. Tomasz Kulesza (1924-1932)
- ks. Antoni Szwaluk (1932-1946)
- ks. Henryk Białokoziewicz (1947-1968)
- ks. Henryk Szymanowski (1968-1969)
- ks. Stanisław Dąbrowski (1969-1971)
- ks. Piotr Łada (1971-1980)
- ks. Eugeniusz Sierbiński (1980-1985)
- ks. Janusz Panas (1985-1993)
- ks. Krzysztof Krośnicki (1993-1999)
- ks. Andrzej Golbiński (1999-2004)
- ks. Marek Wróblewski (2004-2017)
- ks. Jerzy Kaczyński (2017-2022)
- ks. Krzysztof Karolewski (2022-obecnie)